# HMS Colossus (1911)
El HMS Colossus fue un acorazado de la Royal Navy británica tipo dreadnought, siendo cabeza de su clase.

## Construcción
Fue autorizado según las estimaciones navales de 1808 junto a su casi gemelo Neptune, originalmente, debería haber sido el segundo buque de la clase Neptune, pero al HMS Colossus, igual que a su gemelo, el Hercules, se les aumentó el blindaje con respecto al HMS Neptune. Fue puesto en grada de los astilleros Scotts de Greenock el 19 de julio de 1909, botado el 9 de abril de 1910 y dado de alta en la Royal Navy en 1911. 

## Historial
Tras su incorporación, fue asignado a la segunda escuadra de combate de la Home Fleet británica.
Cuando comenzó la Primera Guerra Mundial en agosto de 1914, el Colossus fue designado buque insignia de la primera escuadra de combate británica. Bajo el mando de su capitán Dudley Pound participó, distinguiéndose en la Batalla de Jutlandia en 1916, actuando como buque insignia del almirante Ernest Gaunt. Durante la batalla, el HMS Colossus recibió dos impactos de 305 mm que le causaron daños menores y cinco heridos y disparó en torno a 100 proyectiles de 305 mm. Cuando finalizó la guerra, el Colossus fue usado como buque de entrenamiento hasta 1920 cuando, bajo los términos del Tratado Naval de Washington, fue puesto en reserva, y finalmente desguazado en 1928, siete años después de que lo fuera su gemelo. 